# Andreas Varady

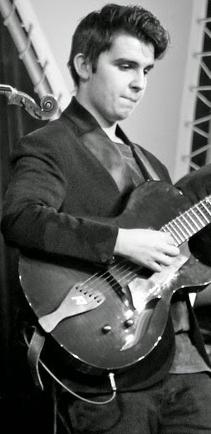
Andreas Varady 2015 auf dem Jazzfestival St. Ingbert

Andreas Varady (* 24. Juli 1997 in Rimavská Sobota) ist ein slowakischer Jazzgitarrist.
Varady kam in der Slowakei als Kind einer Roma-Familie zur Welt. Er erlernte als Vierjähriger das Gitarrespiel von seinem Vater Bandi. 2007 zog die Familie nach Limerick in Irland. Hier wurde Varady von dem Produzenten und Schlagzeuger David Lyttle entdeckt, der ihn in seiner Band integrierte und einen ersten Tonträger mit ihm veröffentlichte, das Duo-Album Questions. 2011 trat Varady mit seinem Quartett in Ronnie Scott’s Jazz Club auf; mit dreizehn Jahren war er der jüngste Künstler, der dort bis dahin konzertierte. Im April 2011 schaffte er es auf das Titelblatt des Fachmagazins Guitar Player. Auch trat er auf Festivals in Frankreich ebenso auf wie beim Montreux Jazz Festival.
2013 wurde Varady von Quincy Jones für dessen Künstleragentur unter Vertrag genommen. Im August 2014 erschien das selbstbetitelte Solo-Debütalbum beim Plattenlabel Verve.

## Diskografie
- Andreas Varady & David Lyttle Questions (mit Michael Jantsch, Bandi Varady, Lyte Records, 2010)
- Andreas Varady (Verve Records, 2014)
- The Quest (Resonance Records, 2018)